# Oravski grad
Oravski grad (slovaško Oravský hrad, madžarsko Árva vára) je grad na Slovaškem, ki stoji na skalnati vzpetini nad reko Oravo v istoimenski regiji na severu države, blizu meje s Poljsko. Prostrana grajska poslopja imajo dominantno lego po vrhu 112 m visoke pečine in na terasastem pobočju na drugi strani ter tvorijo tri dele: zgornji, srednji in spodnji grad. Pod njim stoji vas Oravský Podzámok.
Gre za enega najznamenitejših gradov na Slovaškem, ki je več stoletij služil kot administrativno središče in obrambni sistem na trgovski poti proti poljskim deželam na meji Ogrske, zdaj pa v njem domuje Oravski muzej, eden najstarejših slovaških muzejev. Impozantni grad je tudi pomembna turistična atrakcije regije, zaščiten je kot spomenik nacionalnega pomena. Dodaten sloves mu je prinesla uporaba za kuliso v nemškem filmu Nosferatu, simfonija groze (1922), kjer je služil kot domovanje vampirja. Isto vlogo je imel tudi v britanski miniseriji Dracula (2020).

## Zgodovina
Območje je naseljeno že od prazgodovine, medtem ko najstarejše znane pisne omembe gradu na tem mestu segajo v 13. stoletje. V tem času so utrjeni zidovi obsegali že skoraj tako površino kot danes, sam grad pa je predstavljalo le nekaj kamnitih zgradb. Prvi znani zapis o gradu je darilna pogodba iz leta 1267, s katero je prišel v posest kralja Béle IV.
Oblast nad regijo je v naslednjih stoletjih prehajala med različnimi kralji in plemiči, tudi grad je pogosto menjaval lastnike ter upravnike. Leta 1474 ga je odkupil kralj Matija Korvin in dal obnoviti ter razširiti nekaj delov, nato pa ga je prepustil svojemu nezakonskemu sinu Jánu, ki ga je kmalu dal v najem. Med graščaki v 16. stoletju so bili pripadniki nekaj najpomembnejših ogrskih rodbin, posebej Turzovci so dalj časa vladali tej regiji in spodbujali razvoj, pa tudi grad so razširili.
Po burnem 17. stoletju s pogostimi kmečkimi upori, med katerimi je bil nekajkrat tudi zavzet, je grad v 18. stoletju pričel izgubljati na pomenu. Leta 1800 je bil nato uničen v požaru in opuščen. Upravnik se je odločil obnoviti le spodnji grad, leta 1868 pa je postal dom Oravskega muzeja, nakar so ga počasi obnavljali. Po drugi svetovni vojni je bil podržavljen in v 1950. letih je bila sprejeta odločitev o temeljiti obnovi ter širitvi muzeja, v katerem so dobile dom tudi prirodoslovne zbirke.